# Svatováclavská koruna

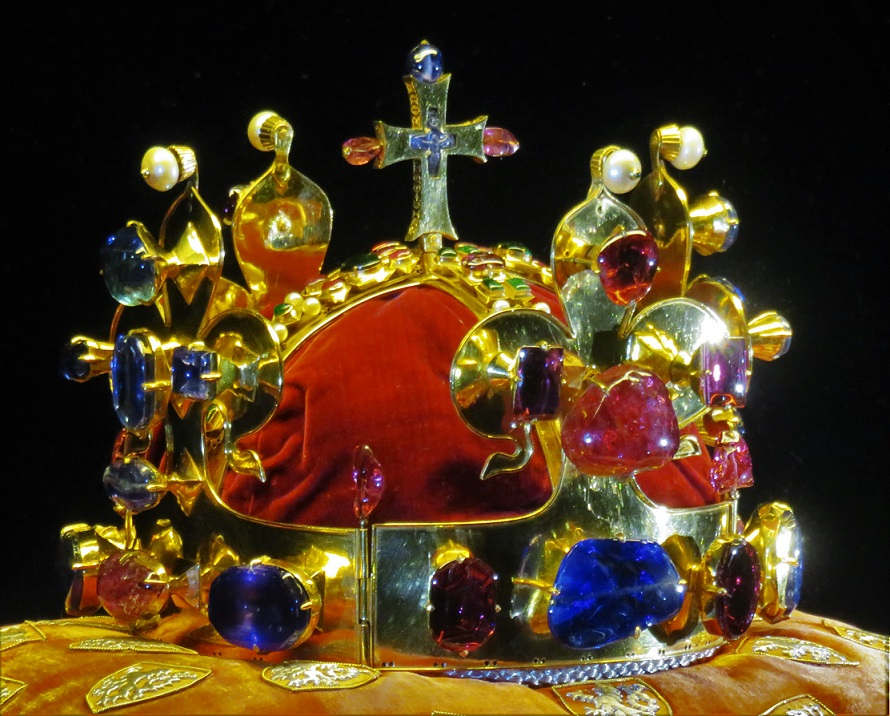
Svatováclavská koruna

Svatováclavská koruna je jako česká královská koruna nejstarší a nejvýznamnější součástí českých korunovačních klenotů. Ačkoli se po zániku monarchie nestala jedním z oficiálních symbolů novodobého českého státu, těší se dodnes zvláštní úctě. Je zasvěcena svatému Václavovi a spolu s korunovačním žezlem a jablkem je uchovávaná v tzv. korunní komoře nad svatováclavskou kaplí katedrály svatého Víta, Václava a Vojtěcha v Praze. Vystavována je jen výjimečně, a to při významných státních událostech.
Korunu nechal zhotovit v roce 1346 ještě za života svého otce Jana následník českého trůnu Karel IV. Svatováclavská koruna měla od počátku charakter veřejnoprávní. Nebyla osobním majetkem krále, ale patřila celé zemi prostřednictvím jejího nebeského patrona. Mohla být užívána jen při zcela výjimečných příležitostech, zejména při korunovacích, kdy demonstrovala spojení krále a země. Koruna se stala přímo vtělením české státnosti a po staletí udržovala vědomí o svébytnosti Českého království mezi ostatními evropskými státy. Byla též symbolem společným pro všechny země Koruny české, jejichž jednotu ztělesňovala.
Posvátný charakter koruny umocňovala skutečnost, že se jednalo o korunu relikviářovou. Původně byl totiž do křížku na jejím vrcholu zasazen údajný trn z Kristovy trnové koruny. Český král tak byl symbolicky korunován stejnou korunou jako samotný Kristus. Koruna navíc stála pod přímou papežskou ochranou, přičemž kdokoli, kdo by překročil některé z ustanovení vymezujících její užívání, měl už samým činem propadnout nejtěžšímu církevnímu trestu, tedy vyobcování z církve.

Heraldická podoba svatováclavské koruny

## Přemyslovská koruna

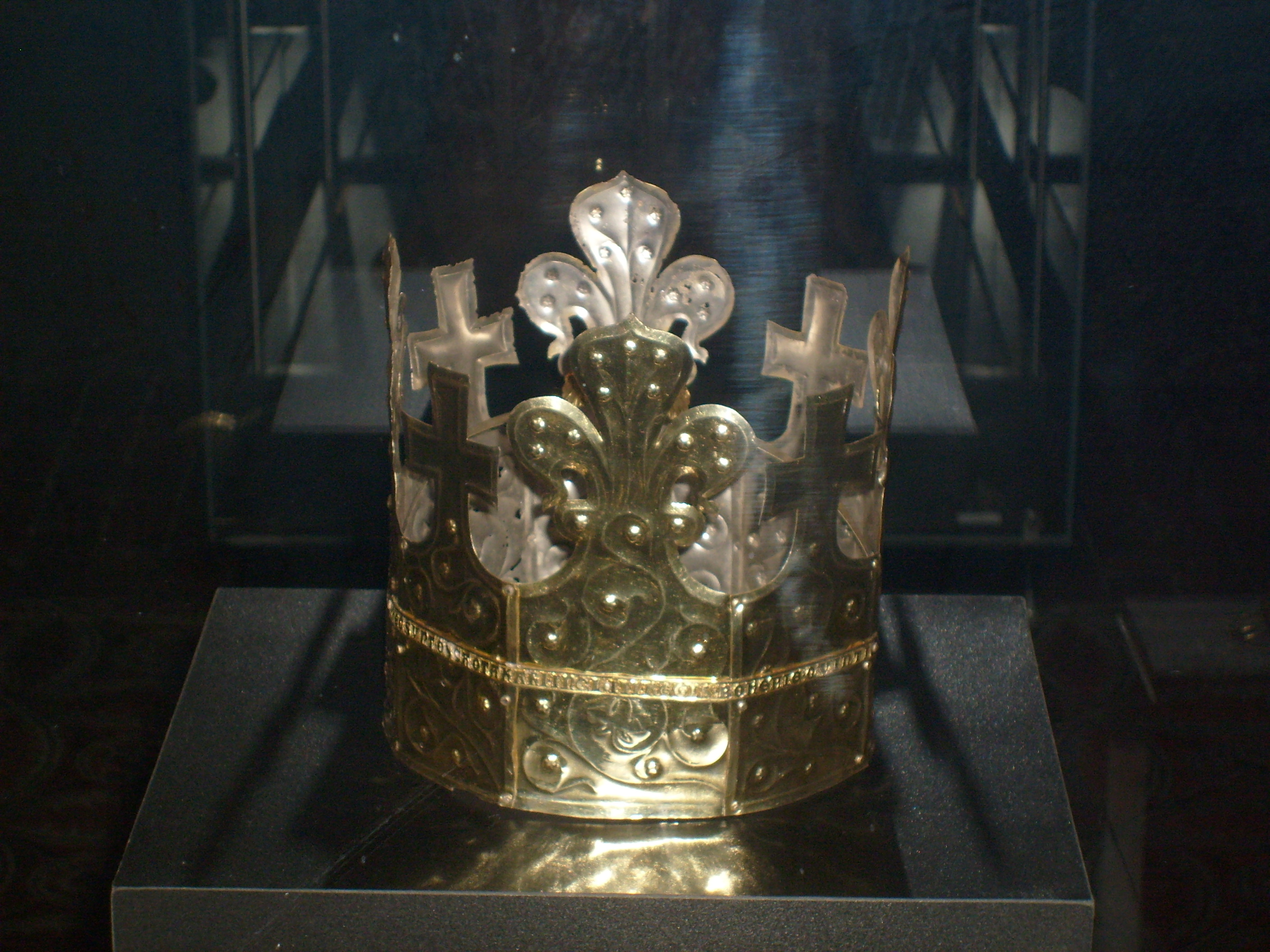
Pohřební koruna krále Přemysla Otakara II.

České království se poprvé objevilo na mapě v roce 1085, dávno před tím, než byla zhotovena svatováclavská koruna. S korunou jsou na českých mincích (denárech) a na pečetích vyobrazeni již první dva čeští králové, Vratislav II. a Vladislav II. Jejich koruna byla pravděpodobně čelenkou byzantského typu s přívěsky na páru řetízků. Těmto králům byla koruna propůjčena pro výjimečné příležitosti. Dědičný královský titul si dokázal udržet až Přemysl Otakar I. Není třeba pochybovat, že při té příležitosti existovala královská koruna.
Jak vypadala přemyslovská koruna, svědčí vyobrazení z doby Přemysla Otakara II., zejména jeho majestátní královské pečeti. Měla vysokou čelenku, která přecházela ve stylizované květy lilií. Stejnou podobu má i koruna z Přemyslových pohřebních insignií z roku 1298.
Novou přemyslovskou korunu dal roku 1297 ke své pražské korunovaci zhotovit Václav II., a k ní měl zlatý meč a zlatý heraldický štít. Stejnou korunou byl korunován i Jan Lucemburský. Tuto korunu pravděpodobně Karel IV. daroval do dómské pokladnice v Cáchách na bustu svého patrona sv. Karla Velikého, kterou sám objednal. Podle druhé hypotézy jde o korunu darovanou na bustu sv. Zikmunda do Polska.
Tvar Svatováclavské koruny Karla IV. je inspirován tvarem liliovitými motivy přemyslovské koruny, stejně jako podobou koruny francouzských králů. Shodný tvar měla Karlova dřevěná pohřební koruna (která se dochovala ve fragmentech) i polská koruna krále Kazimíra III.

## Koruna svatého Václava

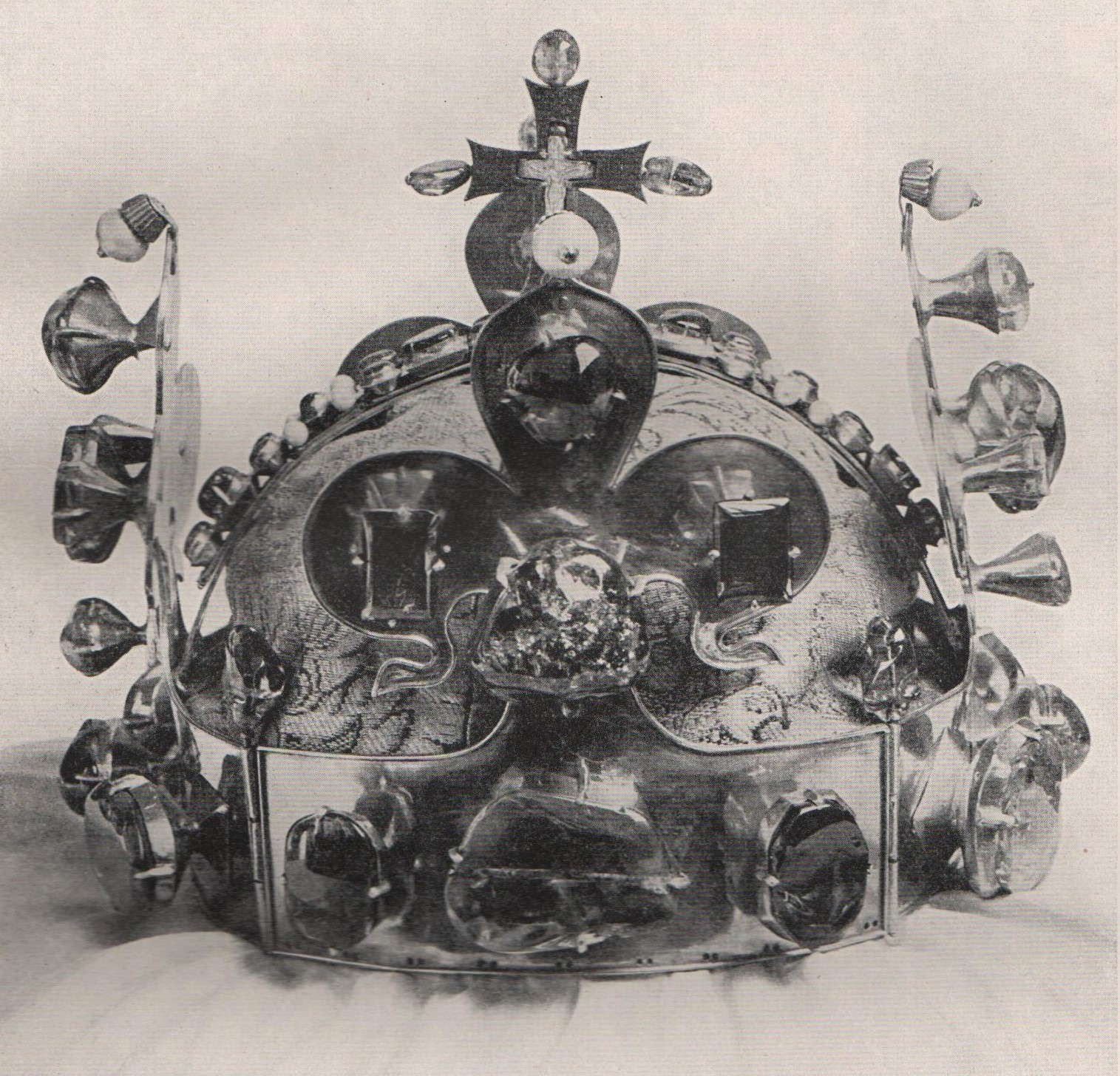
Fotografie svatováclavské koruny pořízená před druhou světovou válkou.

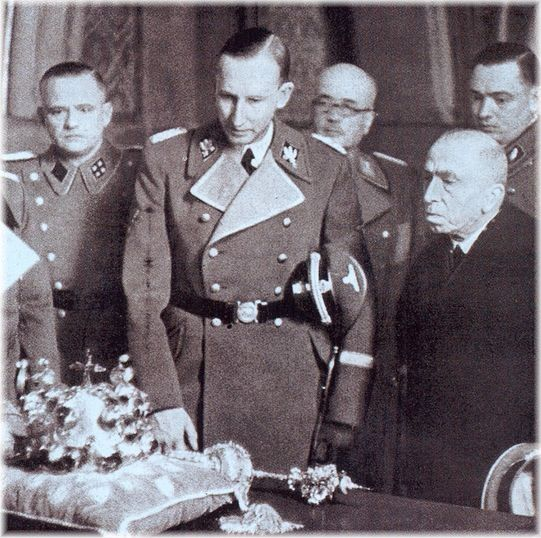
Emil Hácha představuje korunu Reinhardu Heydrichovi

Svatováclavskou korunu nechal v roce 1346 zhotovit Karel IV. pro svou korunovaci českým králem. Její existence je poprvé zmíněna v roce 1351 v ochranném dokumentu ze 6. května 1346, který vystavil papež Klement VI. Svatováclavská koruna měla podle papežské buly z roku 1346 spočinout na hlavě sv. Václava v pražském chrámu sv. Víta. Spočívala na lebce sv. Václava, jež byla uzavřena v relikviářové bustě sv. Václava ze zlaceného stříbra, kterou dal zhotovit již Karlův dědeček, král Václav II. Z jejího zasvěcení svatému Václavu se odvozuje její název koruna svatého Václava, který se poprvé objevuje v inventáři pražské katedrály z roku 1387 pod latinskou podobou corona sancti Wenceslai. V latinských pramenech bývala označována též jako corona regni Bohemiae (koruna Království českého), tedy stejně jako samotný český stát.

Posvátný charakter měly po vzoru francouzské královské koruny sv. Ludvíka ty koruny, jimž francouzští králové darovali trn z trnové koruny Kristovy. Také Karlova koruna byla korunou relikviářovou. Trn z Kristovy trnové koruny byl zasazen do křížku v křížení kamar. Dokládá to latinský nápis na koruně HIC EST SPINA DE CORONA DOMINI (česky: Zde je trn z koruny Páně). Jeho absence byla zjištěna teprve v roce 2003.

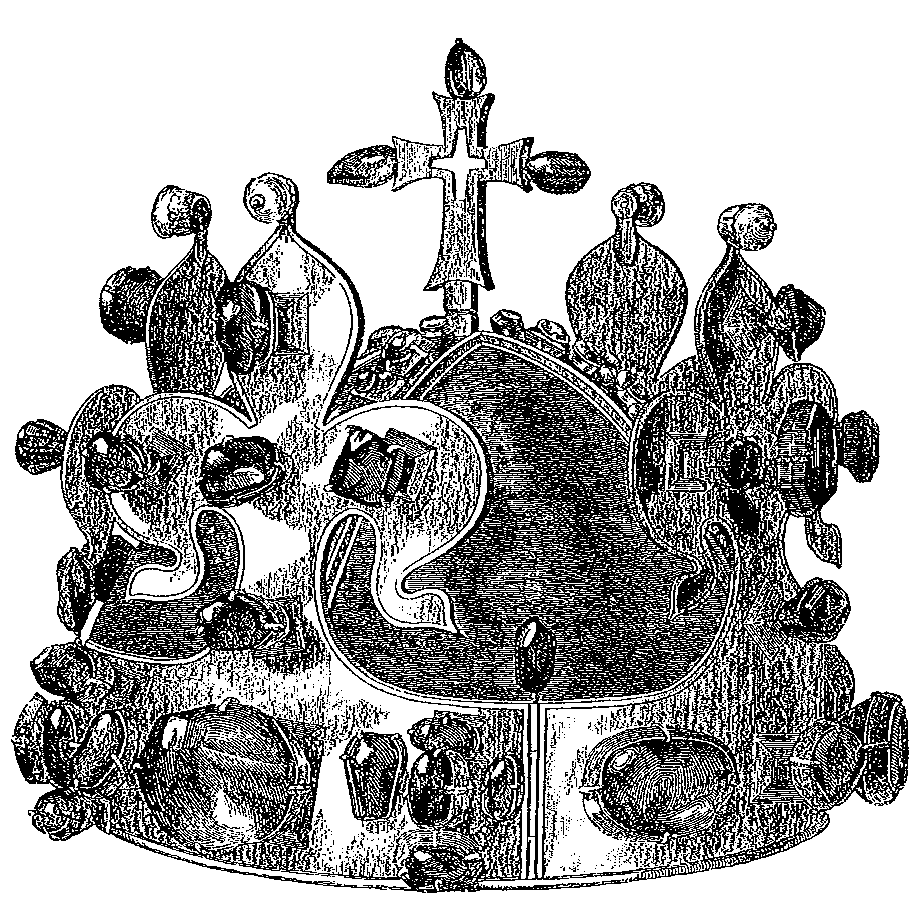
Svatováclavská koruna na vyobrazení od Josefa Scheiwla z roku 1857.

Prvním králem, který byl korunován touto korunou, byl v roce 1347 Karel IV. a posledním Ferdinand V. Habsbursko-Lotrinský. Původně byla uložena v pražské katedrále a jejím faktickým správcem byla svatovítská kapitula. V době stavovské monarchie zůstávala na Karlštejně, odkud byla vydávána jen při příležitosti korunovace. Samozřejmě se ovšem koruně nevyhnul pohyb v době ohrožení, její pohyb ovšem není dodnes přesně zmapován.
Události 17. století přinesly změny i pro korunovační klenoty, mnohokrát změnily místo uložení. Ocitly se ve svatovítském chrámu i v úřadě Desk zemských nebo Staroměstské radnici. Ve Vídni se na dlouho ocitly v době Marie Terezie, která se obávala nevěrnosti českých zemí. V roce 1791 král Leopold II. vyhověl žádostem českých stavů o vrácení klenotů z Vídně do Prahy. Ať už byly ovšem uloženy kdekoliv, do Prahy se vracely u příležitosti korunovace.
Svatováclavská koruna je spolu s jablkem, žezlem a ostatními částmi korunovačních klenotů uložena v katedrále sv. Víta a přístup k nim je zamezen sedmi zámky, ke kterým mají po jednom klíči prezident České republiky, předseda Senátu Parlamentu České republiky, předseda Poslanecké sněmovny Parlamentu České republiky, předseda vlády České republiky, primátor hlavního města Prahy, arcibiskup pražský a probošt Metropolitní kapituly u sv. Víta v Praze). Tradice sedmi klíčů pochází z doby Leopolda II., kdy byly české korunovační klenoty znovu uloženy v chrámu sv. Víta, tentokrát v korunním archivu za kaplí sv. Václava, za železnými dveřmi s pěti zámky. Zde byla zvláštní skříň opatřená dalšími dvěma zámky.

## Pověst o svatováclavské koruně
Podle novodobé pověsti každý člověk, který není oprávněn korunu nosit, ale nasadí si ji na hlavu, do roka zemře. V listopadu roku 1941 si ji prohlédl a možná (důkazy neexistují) i nasadil zastupující říšský protektor Reinhard Heydrich. Heydrich zemřel na následky atentátu 4. června 1942.

## Popis koruny
Koruna je zhotovena ze zlata, z 21–22 karátového 1 mm silného zlatého plechu. Váží 2,358 kg a obsahuje 96 drahokamů, mimo jiné také jedny z největších safírů na světě. Korunu dále zdobí 20 perel. Na vrcholu koruny je kříž, v němž je prý uložen trn z Kristovy trnové koruny. Koruna má průměr 19 cm, výška koruny i s vrcholovým křížkem je též 19 cm. Skládá se ze čtyř dílů spojených závlačkami, z nichž každá je zakončena spinelem. Díly, mající podobu stylizovaného květu lilie, jsou pokryty drahokamy, upevněnými v kornoutovitých šatonech, asi 2 cm vysokých.

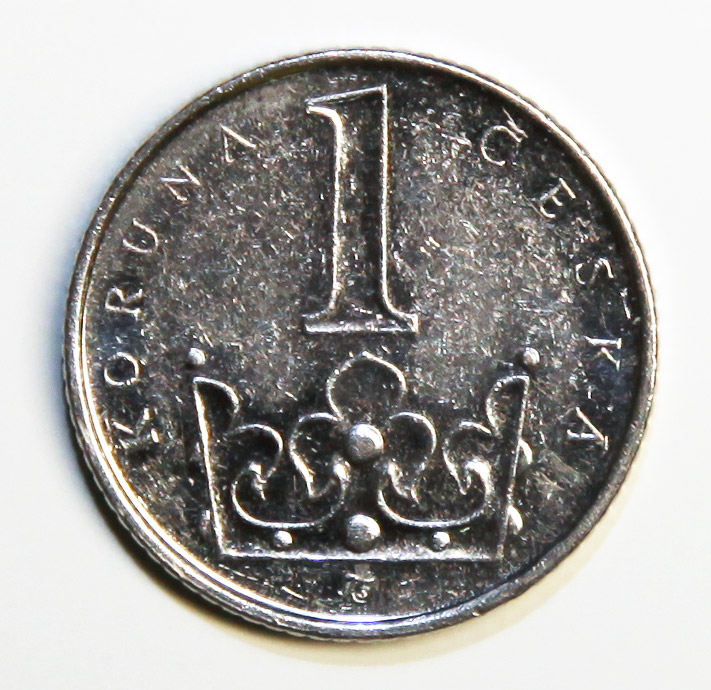
Užití symboliky koruny:
a) na české jednokorunové minci
b) v logu české monarchistické strany koruna česká

Kameny jsou většinou velkých rozměrů a jsou upevněné zlatými drápky. Barevné uspořádání jednotlivých drahokamů má svůj symbolický význam. Na čelní a zadní části koruny převládají kameny barvy červené, na bočních dílech koruny je rozhodující barva modrá. Hrot každé lilie je zakončen perlou. Koruna je dále spojena dvěma křížícími se oblouky – kamarami – na které byly upevněny čtyři díly jiné čelenky, pokryté smaragdy, spinely a perlami. Na koruně se nachází i jeden akvamarín.

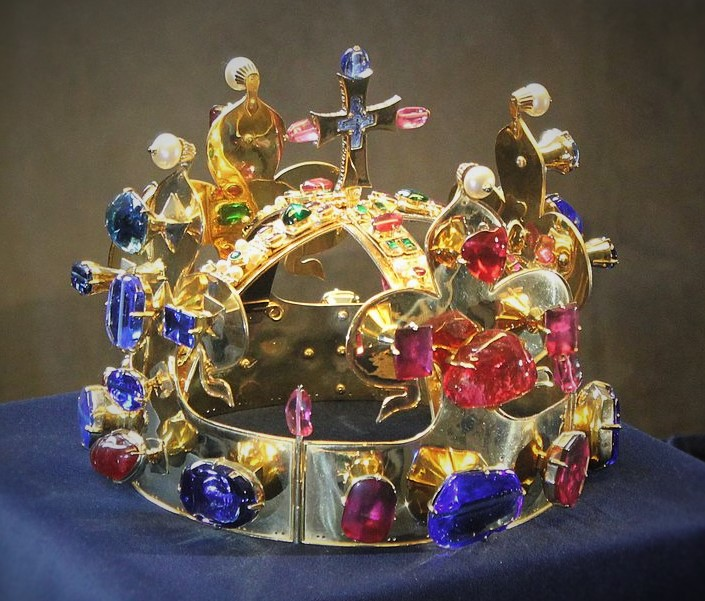
Kopie Svatováclavské koruny ve Starém královském paláci na Pražském hradě.

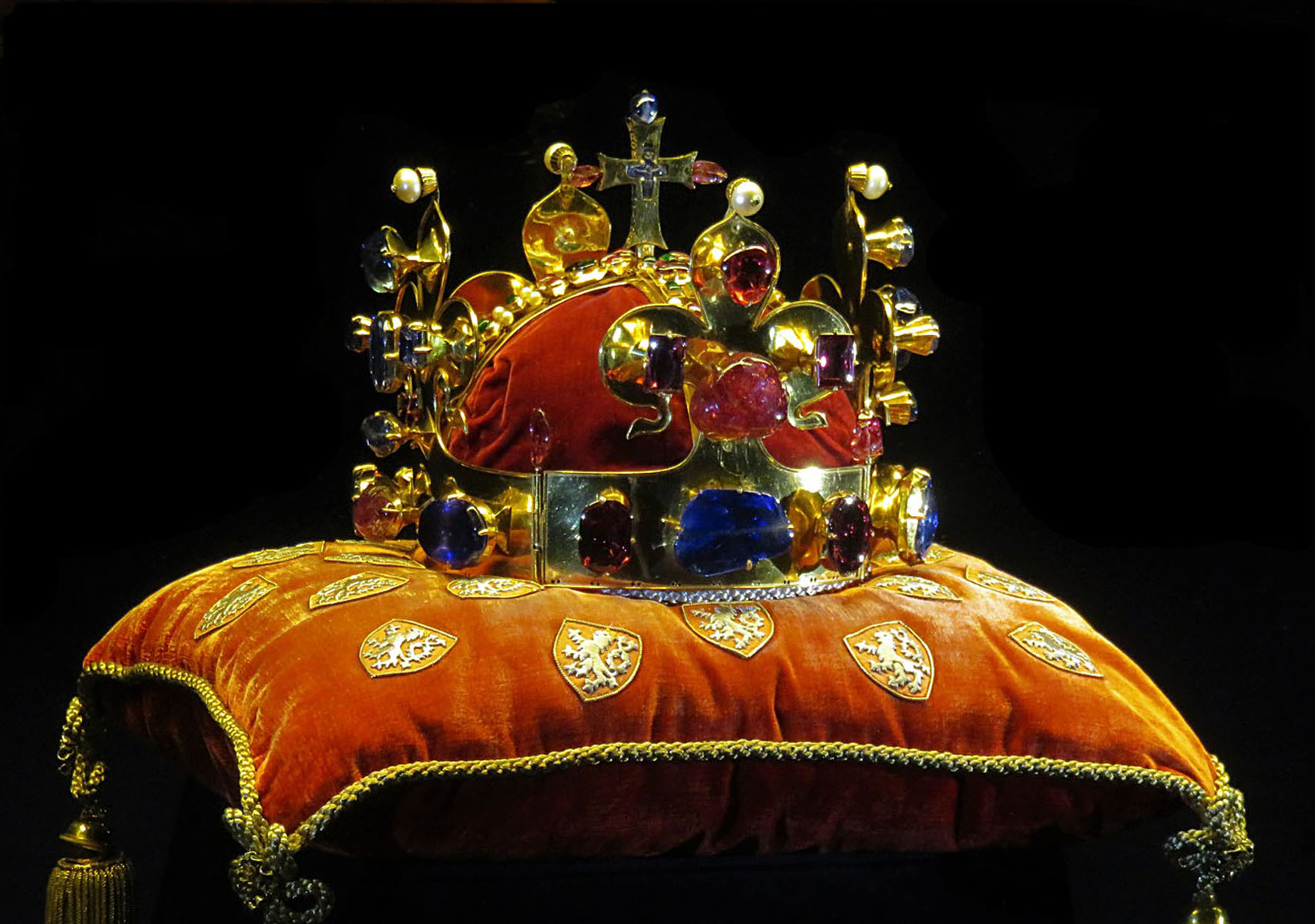
Svatováclavská koruna na výstavě klenotů v květnu 2016.

Velmi vzácný je srdčitý spinel zdobící jednu z lilií koruny. Patří mezi největší drahokamové spinely na světě, kategorie jako je timúr ruby, timúrův rubínspinel britských korunovačních klenotů. Spinely zdobící korunu pocházejí nejspíše (J. Hyršl, P. Klásek) z Tádžikistánu, proslulého starověkého naleziště u řeky Pjandž (Pamír). Spinel růžové, vínové a rubínové barvy byl kamenem dharmy (řádu a životní síly, energie a osvícení) v buddhismu mahájána a vadžrajána (Bimaránský relikviář). Jako kámen muslimského ráje si ho oblíbili Peršané a Arabové. Pro křesťanskou Evropu to byl drahokam Krista, jeho oběti, krve, vzkříšení a věčného života. Na rozdíl od Indů ho Evropané dlouho nerozlišovali od rubínu dováženého arabskými obchodníky ze Srí Lanky.

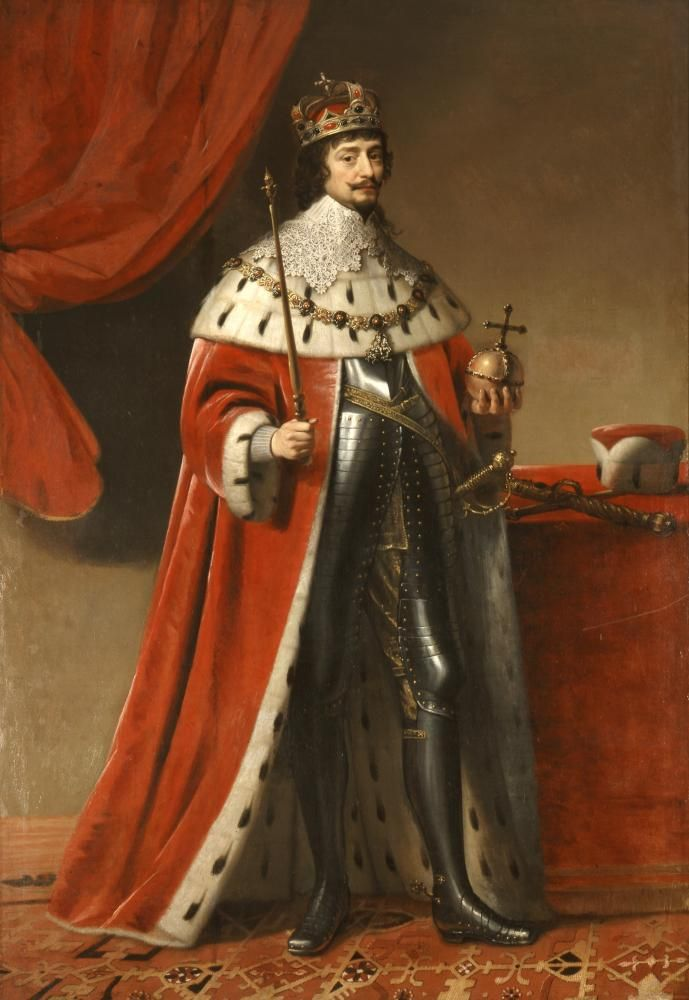
Portréty českých panovníků s vyobrazením Svatováclavské koruny:
a) Fridrich Falcký
b) Karel VI.
c) Ferdinand V.

Z Pamíru nebo Hindukúše asi také pochází údajný turmalín (rubelit) na čelence koruny (Hyršl, Malíková).

## Seznam českých králů a královen korunovaných svatováclavskou korunou

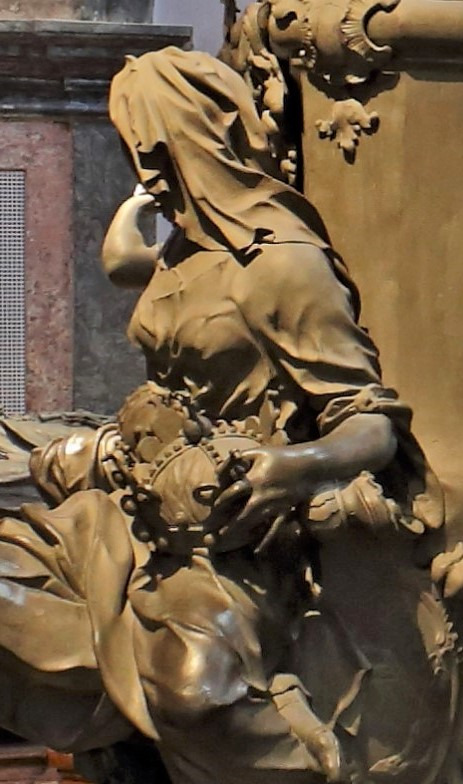
Zobrazení svatováclavské koruny na náhrobku Marie Terezie v Kapucínské kryptě ve Vídni.

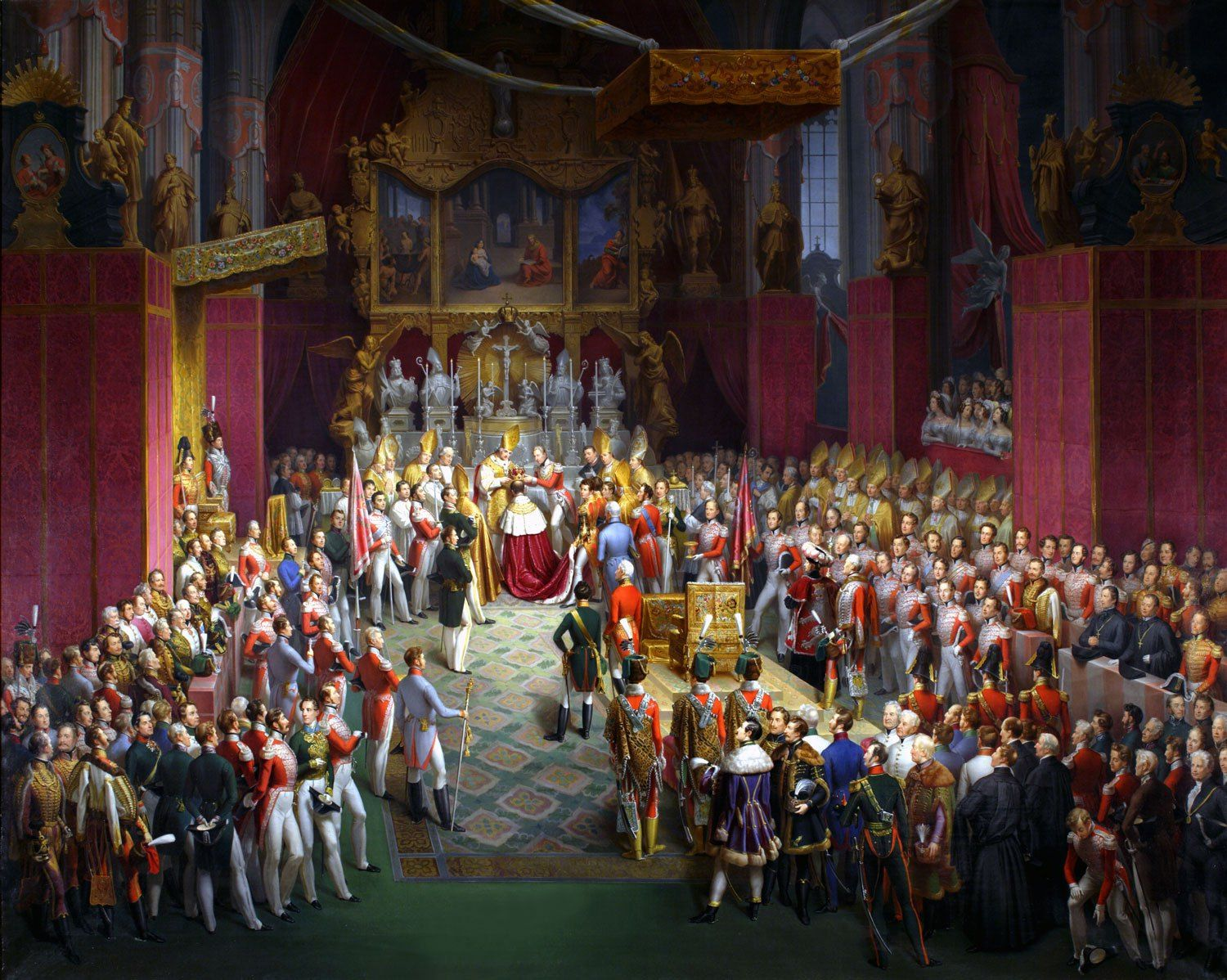
Korunovace Ferdinanda V. v roce 1836, kdy byla koruna naposled použita ke svému účelu.

| Panovník                                                                                    | Datum korunovace                              |
| ------------------------------------------------------------------------------------------- | --------------------------------------------- |
| Karel IV. (1346–1378) - Blanka z Valois - Anna Falcká - Anna Svídnická - Alžběta Pomořanská | 2. 9. 1347 1. 9. 1349 28. 7. 1353 18. 6. 1363 |
| Václav IV. (1378–1419) - Johana Bavorská - Žofie Bavorská                                   | 15. 6. 1363 17. 11. 1370 13. 3. 1400          |
| Zikmund Lucemburský (1419–1421, 1436–1437) - Barbora Celjská                                | 28. 7. 1420 11. 2. 1437                       |
| Albrecht Habsburský (1438–1439)                                                             | 29. 6. 1438                                   |
| Ladislav Pohrobek (1453–1457)                                                               | 28. 10. 1453                                  |
| Jiří z Poděbrad (1458–1471)                                                                 | 2. 4. 1458                                    |
| Vladislav II. Jagellonský (1471–1516)                                                       | 22. 8. 1471                                   |
| Ludvík Jagellonský (1516–1526) - Marie Habsburská                                           | 11. 3. 1509 1. 6. 1522                        |
| Ferdinand I. Habsburský (1526–1564) - Anna Jagellonská                                      | 24. 2. 1526                                   |
| Maxmilián II. (1564–1576) - Marie Španělská                                                 | 20. 9. 1562 21. 9. 1562                       |
| Rudolf II. (1576–1611)                                                                      | 25. 9. 1575                                   |
| Matyáš II. (1576–1619) - Anna Tyrolská                                                      | 11. 5. 1611 10. 1. 1616                       |
| Fridrich Falcký (1619–1620) - Alžběta Stuartovna                                            | 4. 11. 1619                                   |
| Ferdinand II. (1619–1637) - Eleonora Gonzagová                                              | 29. 6. 1617 21. 11. 1627                      |
| Ferdinand III. (1637–1657) - Eleonora Magdalena Gonzagová                                   | 24. 11. 1627 11. 9. 1656                      |
| Ferdinand IV. (vládu nenastoupil)                                                           | 15. 8. 1646                                   |
| Leopold I. (1657–1705)                                                                      | 14. 11. 1656                                  |
| Karel VI. (1711–1740) - Alžběta Kristýna Brunšvická                                         | 5. 9. 1723 8. 9. 1723                         |
| Marie Terezie (1740–1780)                                                                   | 12. 5. 1743                                   |
| Leopold II. (1790–1792) - Marie Luisa Španělská                                             | 6. 9. 1791 12. 9. 1791                        |
| František I. (1792–1835) - Marie Terezie Sicilská                                           | 9. 8. 1792 11. 8. 1792                        |
| Ferdinand V. (1835–1848) - Marie Anna Savojská                                              | 7. 9. 1836 12. 9. 1836                        |